# Comic Box
Comic Box est une revue française consacrée à la bande dessinée américaine, créée en 1998.

## Historique
Comic Box a connu une première série mensuelle de 35 numéros (plus un numéro zéro) entre 1998 et 2001, suivie de trois numéros Comic Box Annuel parus en 2002, 2003 et 2004. Au début de 2005, la revue Mad Movies a publié un hors-série spécial comics, intitulé L’Odyssée des super-héros. Ce hors-série constituait le numéro zéro d'une troisième série bimestrielle de Comic Box qui fut lancée l'été 2005. Au numéro 45, la revue a repris la numérotation à la suite de la première série.
Si la structure rédactionnelle, apportée par la société Full FX, n'a pas varié depuis les débuts, le magazine est passé par plusieurs éditeurs et plusieurs formats successifs. La première mouture (de 1998 à 2001), mensuelle, au format comics, était éditée par TSC (un acronyme signifiant « Tout Sauf Cochon »). Les annuels (de 2002 à 2004), en grand format cartonné, étaient publiés par les Éditions USA et vendus uniquement dans les librairies de bande dessinée. La version actuelle (depuis 2005), bimestrielle, de grand format, a été initiée par Custom Publishing (Mad Movies) en 2005 et reprise en 2007 par Panini au numéro 46.
Début 2017, la diffusion de Comic Box s'arrête au no 104 à la suite de l'arrêt du contrat avec leur éditeur.

## Numéros hors-série
La revue a publié plusieurs numéros hors-série consacrés à un thème particulier, à l'occasion de la sortie de films : cinq Comic Box HS de 1999 à 2001, quatre Comic Box Extra et un Comic Box spécial (en 2011).
- Comic Box HS (1re série)
  1. Spécial interviews (1999)
  2. Le film X-Men et les comics à l'écran (2000)
  3. Stan Lee et les légendes des comics (2001)
  4. Tomb Raider et les produits dérivés, jouets et figurines (2001)
  5. Spécial manga (2001)
- Comic Box Annuel (2e série)
  1. Le Retour des héros (2002)
  2. Une nouvelle dimension… (2003)
  3. Bas les masques (2004)
- Comic Box Extra (3e série)
  1. Les X-Men ; les influences des comics dans Heroes (2007)
  2. Batman et les comics du genre noir (2007)
  3. Iron Man et les héros high tech (2008)
  4. Le film Watchmen et les auteurs de comics britanniques (2009)
- Comic Box spécial sur le film Thor ; interview du président de Marvel Studios (2011)

## Contenu
Assez comparable au magazine spécialisé Wizard, Comic Box présente des brèves sur les futures sorties, des rubriques d'actualité, des interviews d'auteurs et des épisodes inédits de comics. Là où il se démarque de son homologue américain, c'est par les rubriques de fond comme « Le héros oublié » ou « Dr. Psycho ».